# Howanes V
Howanes V (Hovhannes V Hajentsi, (orm.) Յովհաննէս Ե. Հաճընցի) – duchowny Apostolskiego Kościoła Ormiańskiego, w latach 1705–1721 jeden z patriarchów tego Kościoła, Patriarcha-Katolikos Wielkiego Domu Cylicyjskiego. Jego koadiutorem w latach 1708-1701 był Petros Beriatsi.